# Aclista flavicoxis
Aclista flavicoxis är en stekelart som först beskrevs av Thomson 1858.  Aclista flavicoxis ingår i släktet Aclista, och familjen hyllhornsteklar. Arten är reproducerande i Sverige.